# Черниця з Монци
Черни́ця з Мо́нци (4 грудня 1575, Мілан — 17 січня 1650, там же) — монахиня-бенедиктинка монастиря святої Маргарити в Монці, відома святенницьким життям і повним покаянням. При народженні отримала ім'я Маріа́нна де Ле́йва, в чернецтві звалася сестра Вірджи́нія Марі́я або просто сестра́ Вірджи́нія, також мала прізвисько Синьйо́ра. Її життєпис поширився в народі і став основою для низки мистецьких творів, найвідоміший з яких — роман Алессандро Мандзоні «Заручені».

## Життєпис

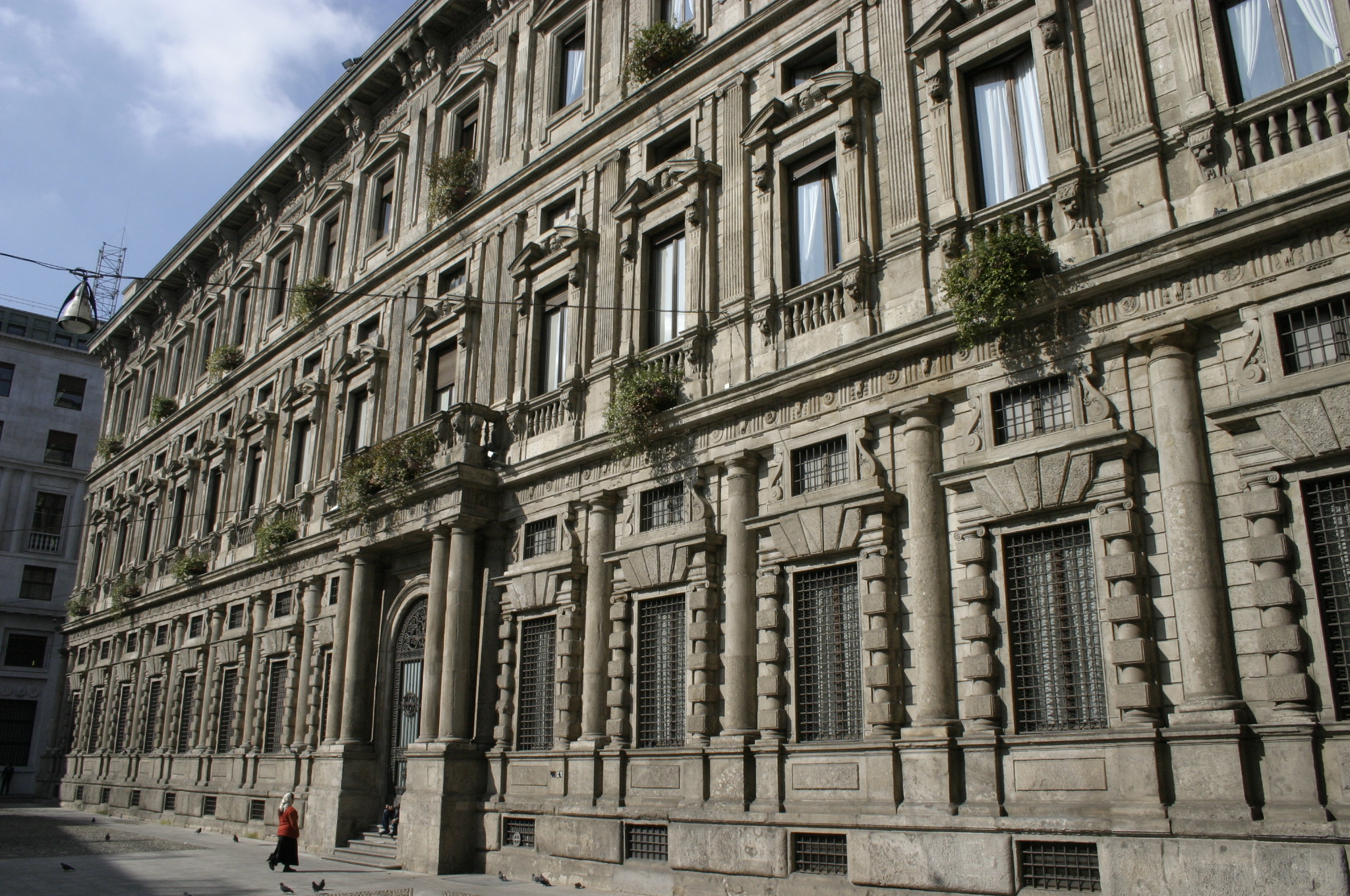
Палац Маріно, в якому народилася Маріанна де Лейва.

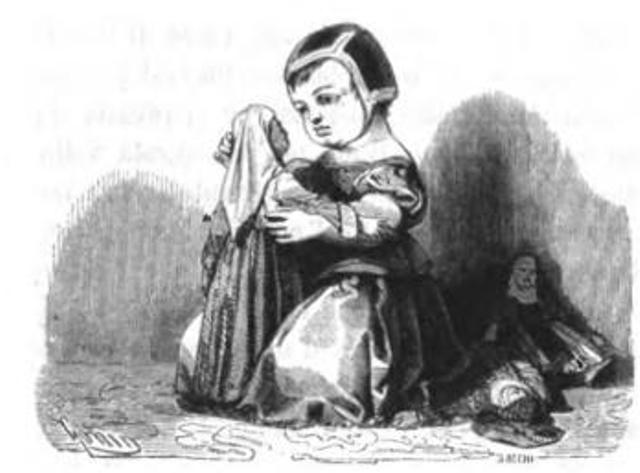
Іграшки маленької Маріанни (ілюстрація до роману «Заручені», 1840 р.).

### Ранні роки
Походила з аристократичної родини де Лейва. Її давній пращур Антоніо де Лейва відзначився у битві при Павії, за що король Карл V нагородив його маєтком у Монці (північ Італії на той час була під владою Іспанії). Інший її предок — Луїджі де Лейва — був першим іспанським губернатором Міла́ну. Батько Маріанни, Мартіно де Лейва, приходився праправнуком Антоніо де Лейва.
Її мати — Вірджинія Марія — була дочкою Томмазо Маріно і вдовою графа Ерколе Піо де Савоя. Від першого шлюбу вона мала єдиного сина і чотирьох дочок. Ставши удовою в 1573 році, вона вже 22 грудня 1574 року вдруге вийшла заміж за Мартіно де Лейва. Її посаг складали дві вілли у Монці. Невдовзі після народження Маріанни мати стала жертвою епідемії чуми, що охопила Мілан у 1576 році.
На момент смерті матері рід де Лейва володів значними маєтностями в Монці та околицях, займаючи одне з перших місць серед місцевих феодалів. Майнові права на цей значний спадок в рівних долях належали усім дітям Вірджинії Марії, однак для Мартіно де Лейва було важливим не розпорошувати багатств і не втрачати над ними контроль, тому бажаним нащадком для нього став пасинок Марко Піо де Савоя. Дочки Вірджинії Марії від першого шлюбу були відправлені в монастирі, таку ж долю готували й Маріанні. Ранній період життя майбутньої черниці з Монци докладно описав італійський письменник Алессандро Мандзоні у романі «Заручені», спираючись на історичні джерела того часу, зокрема, труди історика Джузеппе Ріпамонті. Письменник змінив лише ім'я, подавши цю історію як життєпис «сестри Гертруди».
За свідоцтвом Мандзоні, щоб спонукати Маріанну до вступу в монастир її вже з ранніх років виховували у специфічній атмосфері, називаючи майбутньою абатисою. Дівчинці давали гратися ляльками, вдягнутими у чернечий одяг. Для здобуття освіти її відправили до монастиря святої Маргарити — одного з найвідоміших у Монці. Хоча таке виховання було нормою для тогочасних дівчат-аристократок, батько Маріанни уклав попередню домовленість із настоятелькою монастиря, тому там до неї ставилися з особливою увагою. Дівчинку оточили додатковими вигодами, про неї схвально відгукувалися старші черниці. З одного боку, це розпалювало в серці Маріанни марнославство і зверхність, вона звикалася з думкою про майбутній статус абатиси, як про щось належне, погорджуючи однолітками. З іншого боку, такий вплив не змінив природної вдачі дитини — ставши дорослішою, Маріанна усвідомила, що не готова до чернецтва, вона бажала бути дружиною і матір'ю.

### Початок чернецтва
Коли Маріанні де Лейва сповнилось тринадцять років, батько змусив її зробити вибір між чернечим і сімейним життям. Втім, він потурбувався, щоб її рішення в жодному разі не завадило його цілям. Отже, як альтернативу монастирю дівчинці запропонували шлюб із Густаво Бранчіфорте, який був на 25 років старший за неї. За таких умов її вибір був передбачуваним: тринадцятирічна Маріанна вступила до новіціату монастиря святої Маргарити. Цей крок дався їй нелегко після запеклої внутрішньої боротьби. Через три роки вона склала довічні обітниці, здійснила постриження і стала повноправною черницею серед колишніх виховательок. Своїм чернечим ім'ям вона обрала ім'я матері, тобто стала сестрою Вірджинією Марією.
Змушена скоритися волі батька, вона усвідомлювала свій залежний стан і скоєне над нею психічне насильство, тому в монастирі сестра Вірджинія Марія духовно не розвивалася. Її внутрішній деградації сприяла деякої мірою й своєрідна «опіка» батька. Той, одружившись вдруге, забув про дочку і не бачився з нею, натомість намагався «віддячити» їй за добровільну жертву руками настоятельки, від якої домігся для дочки певних преференцій. Сестра Вірджинія Марія мала низку переваг в порівнянні з іншими молодшими черницями: їй давали більше особистої свободи, не ставили суворих вимог, а для особистих послуг приставили двох сестер, що мешкали з нею в одній келії. За ці переваги вона отримала прізвисько Синьйора. Все це створило підґрунтя для дисциплінарних порушень.

### Злочинний шлях

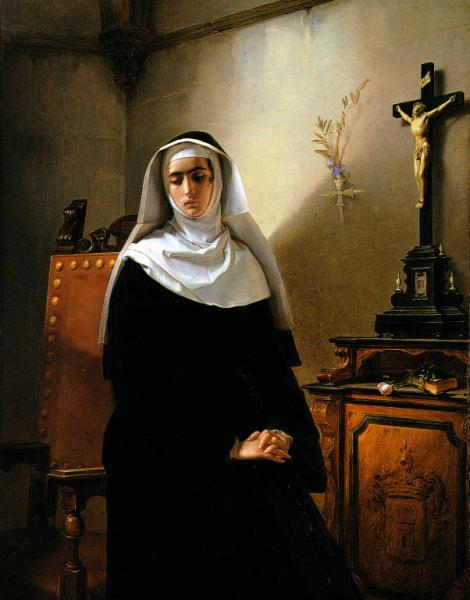
«Синьйора з Монци» — картина Джузеппе Мольтені (1847).

Монастир святої Маргарити межував із будинком, що належав Жанові Паоло Осіо. Власник мав звичку з вікон свого дому спостерігати за життям у монастирському дворі. Одного разу Синьйора дізналася, що Осіо мав сексуальні стосунки з однією з вихованок монастирської школи — юнкою на ім'я Ізабелла. Сестра Вірджинія здійняла скандал, і батьки забрали Ізабеллу з монастиря. Можливим мотивом для такого рішення, окрім офіційно зазначених вимог щодо дотримання духовної чистоти, могли бути підсвідомі ревнощі, адже світські вихованки сестри Вірджинії могли бодай умовно «дозволити» собі такі розваги, від яких Синьйору змусили відректися.
Через кілька днів після зазначених подій в Монці був убитий один з агентів родини де Лейва. Припускають, що це вбивство скоїв Жан Паоло Осіо, щоби помститися Синьйорі за розлуку з уподобаною ним дівчиною. Тривалий час Осіо жив приховано в тому ж будинку, а згодом вирішив спокусити вже саму сестру Вірджинію. Він намагався привернути її увагу, але на деякий час змушений був покинути місто через кримінальні підозри й небезпеку арешту. Повернувшись через рік до домівки, Осіо домігся свого. Навесні 1598 року між ним і сестрою Вірджинією почалося листування, підтримувати яке допомагали сестри-келейниці Оттавія і Бенедетта. Під час одного побачення у житлі чоловіка Осіо (за словами сестри Вірджинії) зґвалтував її у присутності сестер-келейниць, які залишались бездіяльними свідками. Цей злочин не тільки не отримав розголосу, але навіть не викликав стійкої відрази у жертви: після численних покаянних листів Синьйора відновила стосунки зі своїм кривдником.
В подальші роки вони зустрічалися настільки часто, що їхні побачення набули звичного характеру. За свідченнями сестер Оттавії й Бенедетти, Осіо часто бачився із сестрою Вірджинією у монастирській келії і навіть вступав там у сексуальні стосунки з нею в їхній присутності. На початку 1602 року сестра Вірджинія народила в монастирі дитину. Пологи сталися вночі, обслуговували породіллю її ж сусідки по келії. Хлопчик народився мертвим, за свідченнями сестри Оттавії, труп вивіз батько. 8 серпня 1604 року Синьйора вдруге народила, цього разу здорову дівчинку. Осіо відвіз її до Мілана, де новонароджену охрестили під ім'ям Альма Франческа Маргарита. Хрещеним був граф Франческо д'Адда. В подальшому дочка сестри Вірджинії вільно відвідувала монастир разом із батьком, що свідчило про те, що ці відносини не намагалися ретельно приховувати від настоятельки.
Втім, черниця Катерина, яка пішла до монастиря через свою бідність, дізналися про святотатства, які коїли ці чотири людини і не минула нагоди висловити сестрам своє обурення. Бажаючи покінчити з шантажем, Осіо вбив її, завдавши ударів ломом. Труп спочатку приховав у курнику, а в монастирському мурі зробив дірку, щоб створити враження, наче сестра Катерина втекла сама. Пізніше він поховав труп. У 1606 році за схожих обставин була вбита ще одна жінка, яка погрожувала повідомити про заборонені відносини. Після другого вбивства Осіо дійшов висновку, що треба позбутися і сестер-келейниць, які бачили аж надто багато. Сестру Оттавію він втопив у річці, а сестру Бенедетту кинув у колодязь. Оттавії вдалося вижити, а Бенедетта померла майже відразу після того, як надійшла допомога, втім, перед смертю і вона встигла розповісти достатньо, щоби склалася картина злочинного співжиття Синьйори і Жана Паоло Осіо.
Під час арешту 15 листопада 1607 року сестра Вірджинія захищалася мечем, однак була схоплена. Осіо вдалося втекти. Від поліції він переховувався в одній з таверн Мілана, де його зрадили і вбили найближчі друзі. Голову злочинця кинули до ніг губернатора.
Під час судового процесу сестра Вірджинія перебувала у бенедиктинському монастирі Сан-Ульдеріко в Мілані. Процес привернув увагу публіки не тільки через жорстокість скоєних злочинів, але й завдяки неприхованому нахабству підсудних. Розслідування показало, що більшість дисциплінарних порушень можна було виявити відразу, якби не мовчазна згода сестер-келейниць. Причиною настільки довготривалого мовчання одні вважали високий авторитет Синьйори і матеріальні переваги від дружби з нею. На думку інших, це свідчило про аморальність келейниць, хоча і не таку велику як в їхньої господині. Особливо блюзнірським в цих умовах виглядало те, що підсудна носила ім'я Вірджинія, що в перекладі означає «цнотлива», а святотатські зачату дочку назвала іменем святої покровительки монастиря. 17 жовтня 1608 року сестрі Вірджинії оголосили вирок — пожиттєве ув'язнення.

### Останні роки
За наказом кардинала Федеріко Борромео місцем покарання був обраний притулок для колишніх повій. Там сестру Вірджинію заточили до камери розміром 2,5 × 1,5 м, без права покидати її за будь-яких обставин. Єдиним зв'язком із світом у цій «могилі» був отвір, через який подавали їжу і необхідні предмети туалету. Синьйора провела у цьому помешканні 14 років. Згодом її відвідав кардинал Борромео і дійшов висновку, що каяття ув'язненої було щирим і вона вповні спокутувала свої гріхи. 2 вересня 1622 року він видав наказ про її звільнення.
Сестра Вірджинія не захотіла скористатися наданою їй свободою і залишилася жити в тому ж приміщенні добровільно. Черниця з Монци прожила в таких умовах ще 28 років і померла 17 січня 1650 року, досягши поважного віку в 74 роки. Протягом усього часу вона зберігала зв'язок із кардиналом Федеріко Борромео, який доручав її опіці монахинь, що сумнівалися у зробленому виборі й виявляли слабкодухість щодо послуху. Останки черниці з Монци поховали у родинній каплиці Сан-Діоніджі в Мілані, хоча нащадки роду де Лейва відреклися від рідства з нею. Каплиця була зруйнована у XVIII сторіччі.

## Пам'ять

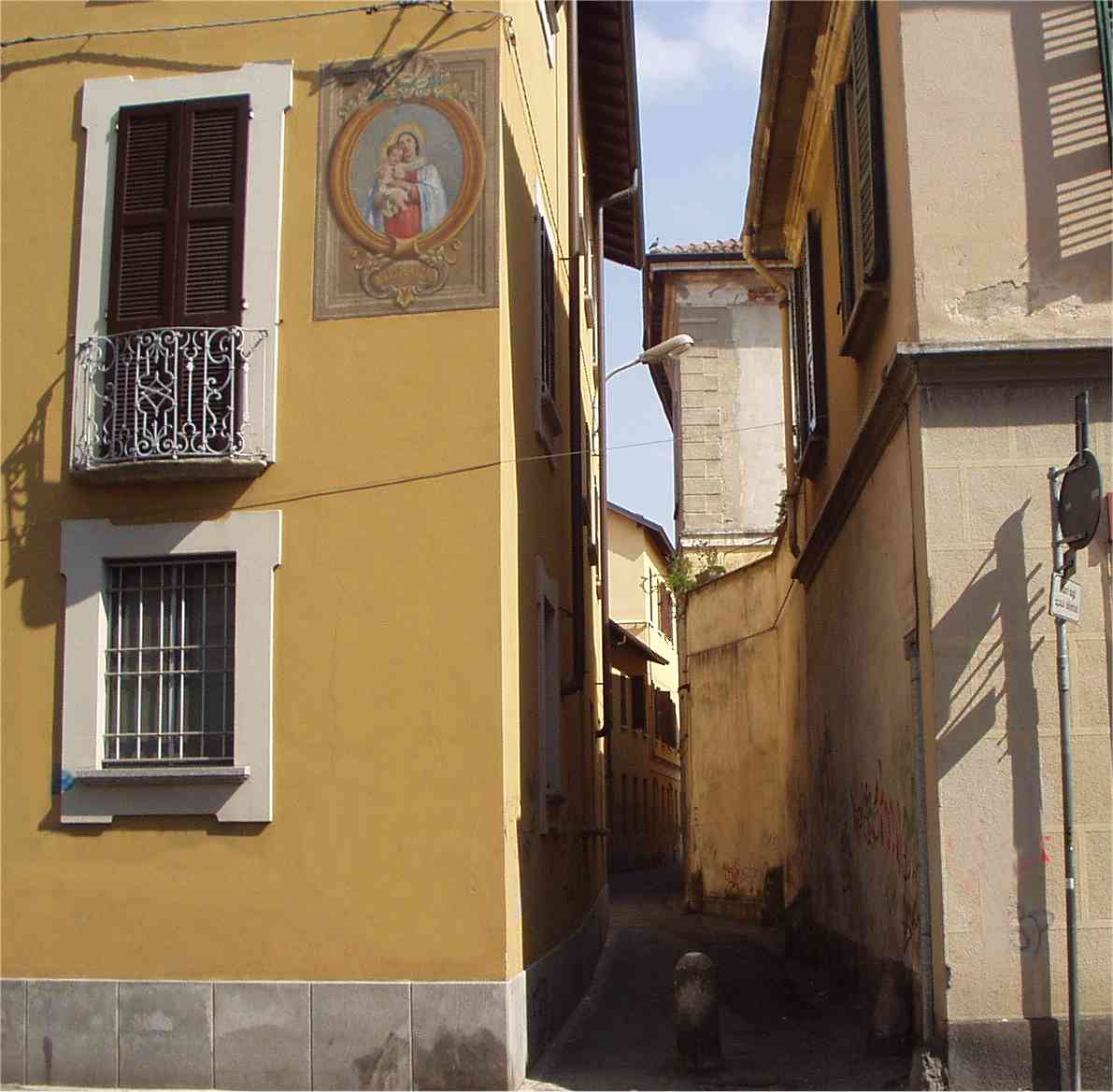
Вулиця Синьйори в Монці.

За життя черниці з Монци не було створено жодної її біографії, оскільки члени родини де Лейва не були зацікавлені в розголосі протиправного постриження, а чернечий статут не передбачав публічності. Однак гріховне життя в монастирі з далекосяжними наслідками, судовий процес і суворе покарання привернули увагу громадськості. Історія сестри Вірджинії започаткувала обговорення проблеми психологічного насилля над людиною, зокрема, і примусового постриження дівчат, до якого в ті часи вдавалися досить часто з династичних або економічних міркувань. Життя Синьйори набуло настільки широко розголосу, що перетворилось на народний переказ, який пережив свою героїню.
Життєпис черниці з Монци привернув увагу митців. Її уявні портрети створили італійські художники Джузеппе Мольтені та Нікола Консоні. Італійський письменник Алессандро Мандзоні докладно описав першу половину життя Маріанни де Лейва (до початку злочинного шляху) в романі «Заручені».
В Мілані та Монці існують вулиці Синьйори, причому вулиця в Монці проходить повз мур вже неіснуючого монастиря святої Маргарити.